# Warren Clarke
Warren Clarke, född Alan James Clarke den 26 april 1947 i Oldham i Greater Manchester, död 12 november 2014 i Beaconsfield i Buckinghamshire, var en brittisk skådespelare. Han medverkade i den brittiska TV-serien Coronation Street som två olika rollfigurer 1966 och 1968. Hans första större filmroll var som Dim i Stanley Kubricks kontroversiella A Clockwork Orange 1971. 1982 spelade han rysk dissident i Clint Eastwoods Firefox. Några år senare erbjöds han en roll i Eastwoods Pale Rider men avböjde. Clarke medverkade under längre och kortare tid i ett flertal brittiska TV-serier. Mellan 1996 och 2007 spelade han polisen Andy Dalziel i Ett fall för Dalziel & Pascoe.
Clarke medverkade i de fyra första avsnitten av TV-serien Poldark som spelades in på hösten 2014. Han avled blott ett par veckor efter den fjärde inspelningen.
Privat var Clarke en hängiven golfspelare och sedan sju års ålder Manchester City-supporter.

## Filmografi och TV (urval)
- 1971 – A Clockwork Orange
- 1973 – O Lucky Man!
- 1978 – Onedinlinjen (TV-serie), sjätte säsongen
- 1982 – Firefox
- 1985 – De flygande djävlarna
- 1996–2007 – Ett fall för Dalziel & Pascoe (TV-serie)
- 2005 – Bleak House (TV-serie)
- 2015 – Poldark (TV-serie)